# Rodenhuize
Rodenhuize (també escrit Rodenhuyse, Rodenhuyze), traduït Casa Vermella és un llogaret desaparegut de Bèlgica a la confluència del Sassevaart i del Moervaart a l'antic municipi de Desteldonk, ara fusionat amb la ciutat de Gant. Es troba al nord d'aquesta ciutat a la Kanaalzone (zona del canal).

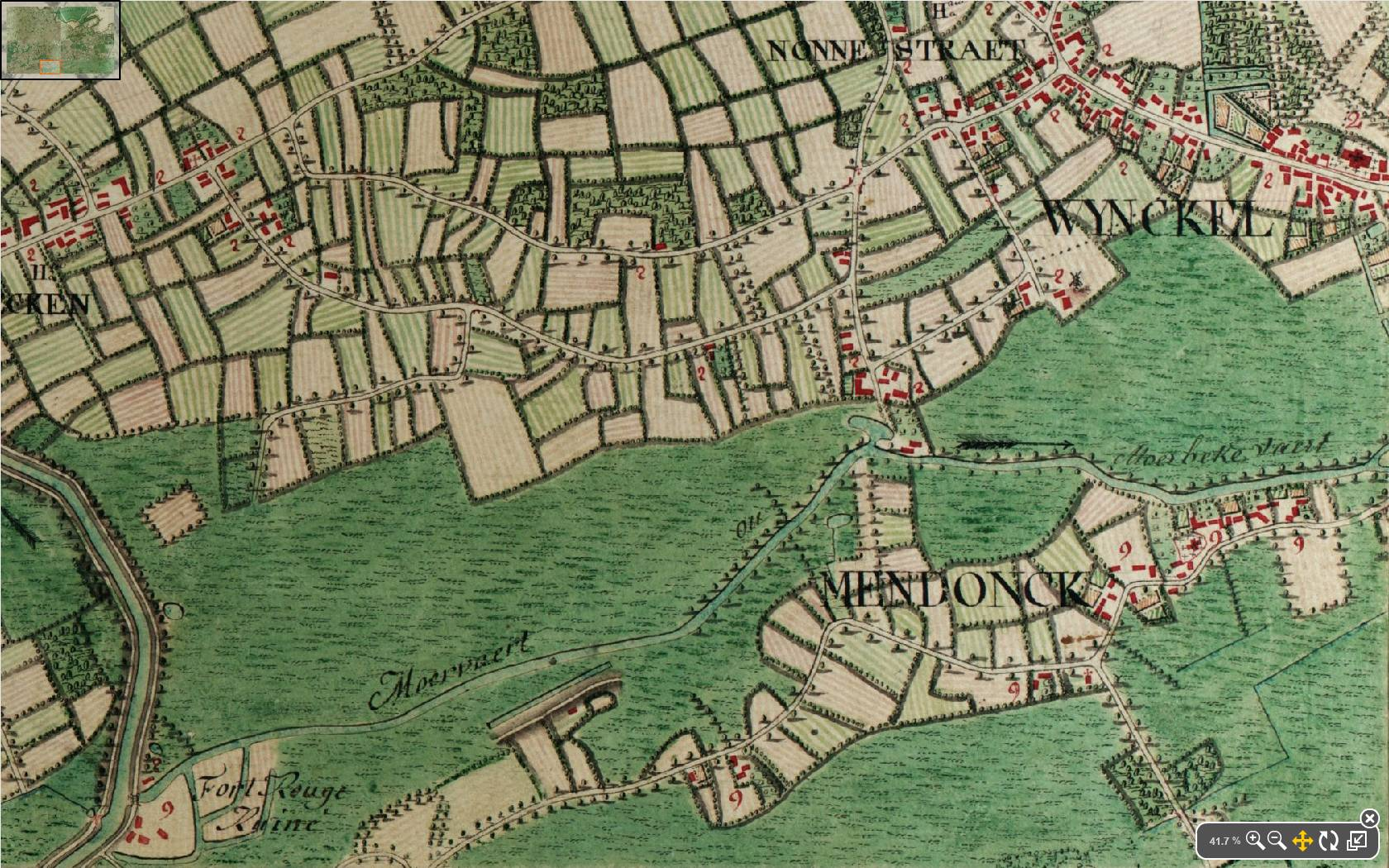
Moervaart i "Fort Rouge Ruiné" al Mapa Ferraris
a l'angle inferior esquerra

El primer esment escrit data de 1485. El 1547 es parla Maison Rouge, el nom d'un fort que va continuar a eixamplar-se, per a la situació estratègica. Vers la fi del segle el fort va enderrocar-se, però al segle xviii, durant la Guerra de Successió espanyola va ser reconstruït i definitivament enderrocat el 1751. El Mapa Ferraris del 1770 indica Fort rouge ruiné.
A mapes del segle xix s'hi troba un veïnat dit Roode Huis, que va desaparèixer quan el canal va rectificar-se i la zona va ser incorporada al port de Gant. En memòria del fort i del llogaret, un moll va ser batejat Rodenhuizedok, el passeig riberenc Rodenhuizekaai del Moervaart prop de l'aiguabarreig amb el canal Gant-Terneuzen i el central elèctric de la societat Electrabel (des de 1999 filial a 100% del grup francès Engie). El 2009 Electrabel i el grup Ackermans & van Haaren van crear una aliança d'empreses per transformar la centrale van Rodenhuize en centre de producció d'energia de biomassa.